# كلمني طمني (أغنية)
كلمني طمني  أغنية للملحن والمغني المصري محمد فوزي (1918 - 1966) صدرت عام 1956  ضمن فيلم «معجزة السماء» للمخرج عاطف سالم. بدون فرقة موسيقية مكتفيًا بصوت الكورال من خلفه، وكانت هذه هي المرة الأولى والأخيرة التي يغني فيها مطرب مصري «أكابيلا» بدون فرقة موسيقية.
الأغنية من كلمات حسين السيد (1916 - 1983)
أغنية «طمني كلمني» تنتمي إلى لون «أكابيلا» وهو فن استعراض سمعي لا بصري، وهو لون يستغنى عن المصاحبة الموسيقية بالآلات ويستعين بدلا منها بالصوت البشري من كل الطبقات من السوبرانو إلى الباص، وهو لون يشكل تحديا لألوان الغناء المألوف، ويحتاج إلى دراسة متعمقة لعلم الأصوات البشرية؛ طبيعتها ومساحاتها، وعلم التأليف الموسيقى «هارموني» و«كونتر بوينت counterpoint». وظهرت أغاني «أكابيلا» في القرن السادس عشر كشكل من أشكال الموسيقى الدينية. وقد عكف فوزي لدراسة هذا الشكل الفني دراسة علمية صحيحة حتى يتمكن منها، وأصبحت هذه الأغنية علامة مميزة في تاريخ الغناء العربي.
كتبت صحيفة المصري اليوم أن «كلمني طمني» هي أهم تجارب فوزي ومن بين أغرب الأغاني التي قدمها والنغمات البشرية دقيقة، وموزعة توزيعًا موسيقياً بشكل دقيق جداً.
كان الموسيقار عمار الشريعي من أشد المعجبين بهذه الأغنية، وتحدث عنها وعن روعتها كثيراً، وأكد أن فوزي كان رائداً في مجموعة من التجارب الموسيقية، وأنه رغم ظهوره في القرن الماضي، فإن عينيه كانتا على المستقبل، ودلل على كلامه بأن أغنياته تعيش إلى الآن، ويمكن تقديمها مجدداً.

## خلفية الأغنية
كتب أحد المؤرخين الموسيقيين أن سبب إصدار أغنية «كلمني طمني» بهذه الصورة هو أن فوزى واجه رفض العازفين قيمة أجرهم للتسجيل. وقال أستاذاً في كلية التربية الموسيقية أن الموسيقار محمد عبد الوهاب أمر أعضاء الفرقة الموسيقية بعدم الذهاب للتسجيل مع فوزى نكاية فيه بسبب خلافات بينهما.
والحكاية أن أغنية «كلمنى.. طمنى»، بشكلها الذي ظهر في الفيلم هي اللون الغنائى الأكابيلا يستغني عن المصاحبة الموسيقية بالآلات، ويستعين بدلاً منها بالصوت البشري من كل الطبقات من السوبرانو إلى الباص، وهو لون يشكل تحدياً لألوان الغناء المألوف، ويحتاج إلى دراسة متعمقة لعلم الأصوات البشرية وعلم التأليف الموسيقي «هارموني» و«كونتر بوينت»، وذلك لفهم طبيعة ومساحة صوت المؤدي
ظهرت أغاني «أكابيلا» في القرن السادس عشر في إيطاليا كشكل من أشكال الموسيقى الدينية تُكتب للأصوات البشرية وحدها بدون استخدام آلات وتغنيها المجموعة، أما أول من لحنها فكان الإيطالي بيير لويجي بالسترينا (1526 - 1594)، ثم ظهرت المدرسة الفلمنكية التي وضعت نصب أعينها تهذيب هذا اللون وتنقيته من الإغراق في استعمال الخطوط الموسيقية الإضافية (الهارمونى)، واهتمت بالصوت البشرى فقط، فجعلت منه أداة للتعبير الكامل، وأصبحت أكابيلا تعتمد على الهارمونى المدروس لا مجرد وجود أصوات متوافقة بالصدفة.
ومع الأسف.. فقد استكثر الأقرباء والدارسون أن يكون لمحمد فوزى ريادة فنية جديدة تضاف إلى المجالات الكثيرة، التي حقق الريادة فيها ومنها تقديم أغنيات الأطفال والحج ورمضان في السينما، وإنتاج أفلام ملونة بالكامل، وإنشاء أول مصنع للاسطوانات في الشرق الأوسط، وقد كان فوزي أيضا هو أول من طبع القرآن الكريم على اسطوانات.
ولحن محمد فوزي أكابيلا «كلمني.. طمني» على إيقاع «الفالس»، وأدى كورال الرجال أصوات آلات التشيللو والكنتر باص، فيما أدى كورال النساء أصوات آلات الكمان وجاء ذلك في شكل حوار بين الفصلين، وعند إعادة مذهب «الأكابيلا»، قسم الملحن كورال النساء إلى صوتين الأول يؤدى اللحن الأساسى، بينما يؤدي الثاني اللحن المصاحب «الهارمونى»، أما صوت الرجال فكان يشارك في أداء اللحن الأصلى أيضا.

## نسخ أخرى للأغنية
قدم الأغنية مدحت صالح  بمصاحبة كورال فرقة عبد الحليم نويرة للموسيقى العربية، دون عزف موسيقي، في احتفالية الأوبرا بأعياد الربيع على خشبة المسرح الكبير عام 2014.
قدمت فرقة مصطفى كامل للموسيقى العربية أغنية «كلمني طمني» بقيادة المايسترو أحمد الأشقر وأيضا بطريقة الأكابيلا دون الموسيقى. كما قدمها كثير من الهواة والفرق الجامعية.

## كلمات الأغنية
كلمنى طمنى وارحمنى.. يوم يا حبيبي
طال بعدك، طال هجرك
فين عهدك فين يا حبيبي
ده القلب اللي أنت كاويه بنار.. يا حبيبي
يبعث لك مية مرسال.. واتارينى مانيش عالبال
واتاريني عشقت جمال أجمل من روح وخيال
عايش في جفاك بستنى.. ولامتى ح اعيش محتار
لا انا طايل فيك الجنة ولا طايل حتى النار
القلب اللي أنت ناسيه.. مش راضى ليه ترد عليه
ده انا شاري وانت بتبيع.. ليه ليه يا حبيبي
كلمني مرة وقول.. مخاصمنى ليه علي طول
وارحم قلبي المشغول.. وابعت له مرة رسول
لك حق تفرح في عذالي ليل ونهار
اكمن ايديك في المية وانا اللي ايدي في النار
ده القلب اللي أنت ناسيه.. نظرة من عندك تحييه
مين غيرك يقدر يراضيه.. مين مين  يا حبيبي

## وصلات خارجية
https://www.imdb.com/title/tt0342782/?ref_=nm_flmg_act_4 كلمني طمني (أغنية)